# 日坛
日坛位于北京城东部，在今朝阳区建国门地区，周围有使馆区。是中华人民共和国国家3A级旅游景区、全国重点文物保护单位。日坛是中国古代皇帝祭祀太阳的地方，又称「朝日壇」（與「夕月壇」相對）。今為日坛公园。
与日坛相对的月坛位于北京城西部的阜成门附近。

## 历史沿革
中国人祭日、月的传统，由来已久。《國語·周語》云：“古者先王即有天下，又崇立於上帝明神而敬事之，於是乎有朝日、夕月，以教民尊君”。《礼记·祭义》载：“郊之祭，大報天而主日，配以月，夏後氏祭其暗，殷人祭其陽，周人祭日，以朝及暗。祭日於壇，祭月於坎，以別幽明，以製上下。祭日於東，祭月於西，以別外內，以端其位。日出於東，月生於西。陰陽長短，終始相巡，以致天下之和。”古之天子，以天为父，地为母，日为兄，月为姊。每年春分朝日，秋分夕月。之所以选择春分和秋分，是因为“春分阳气方永，秋分阴气向长”，可“得阴阳之义”。这一传统延续数千年，直至民国。历代虽各有损益，但总体变化不大。
明初，天、地、日、月本为合祀。洪武三年（1370年），为正祭礼而分祀日、月，在南京城东、西城门外分建日、月坛，至二十一年废。到嘉靖年间，改订礼法，又将地、日、月重新分祀。嘉靖九年（1530年），将由北京天地坛（即后来的天坛）分出的日坛设于朝阳门外，西向，称“朝日坛”，并建设附属建筑。于每年春分日祭祀大明之神（日），无配祀。逢甲、丙、戊、庚、壬（每隔两年），皇帝亲赴日坛祭祀。其它年份则派遣文官代行。清亡後許多建筑被毁。1951年，北京市人民政府決定将此地开辟成公园。1956年北京市园林局征用周邊土地，使公园面积扩大到20.6萬平方米，并向游人开放。2000 年以后，北京市园林局和日坛公园管理处为了增加盈利，在公园内开设了多家高级饭店、会所、健身馆、商务写字楼等盈利设施，日坛派出所也租用了公园园区内的仿古建筑，因此日坛公众开放空间有所缩减。

## 建筑布局
日壇在北京城東郊，朝陽門外，當都城卯位。主建筑即坛体方形，座东向西，广五丈，高五尺九寸，四面各出白石陛阶九级。各数皆为阳数。
壝墙（坛周矮墙）圓形，四周设棂星门四座，西门为三门六柱，東、南、北三座均为一门二柱，朱紅門扉。壝墙西门內有鼎、炉各二座，西门外南有瘞坎、铁燎炉各一座，北向。壝墙北门外之东为神库西向三间，神厨南向三間，以及井亭一座，南向，周围有墙垣一重，开门一座，西向。其北为宰牲亭三间，墙垣一重，亦开一门向西。壝北門外直北為祭器庫、樂器庫、棕荐库，各三間，联檐通脊，均南向。壝墙西门外之北为具服殿三间，南向，左右配殿各三间，四周环卫宫墙，南面开宫门三间。其东有钟楼一座。
内坛墙前方后圆，周长二百九十丈五尺，两面用砖镶砌。西、北两面开天门两座，各三间。西天门外正西建栅栏门三座，照壁一座。北天门外有照壁一座。另有西角门一座。西北为景升街牌坊，坊前以朱柵为界，长十五丈。街左右墻各一。外围墙西自牌坊西抵壇垣西南隅，长三百八十二丈四尺，東自坊東抵壇垣東北隅，長三百四十二丈四尺。其甬路由景升街向南，折向东南至北天门，門以南折而西而北達具服殿，直南至神路。神路从壝北门外北至祭器庫，折向东达宰牲亭、神库。各建筑均用绿色琉璃瓦，外墙覆瓦用青色琉璃綠緣。

## 建筑形制与现状

### 祭坛
祭日圜坛西向，以白石砌成一层方台，明代为红琉璃坛面，象征太阳，清代改用方砖墁砌，四周建有圆形壝墙，正西有白石棂星门三座，东、南、北三面各一座。

### 宰牲亭

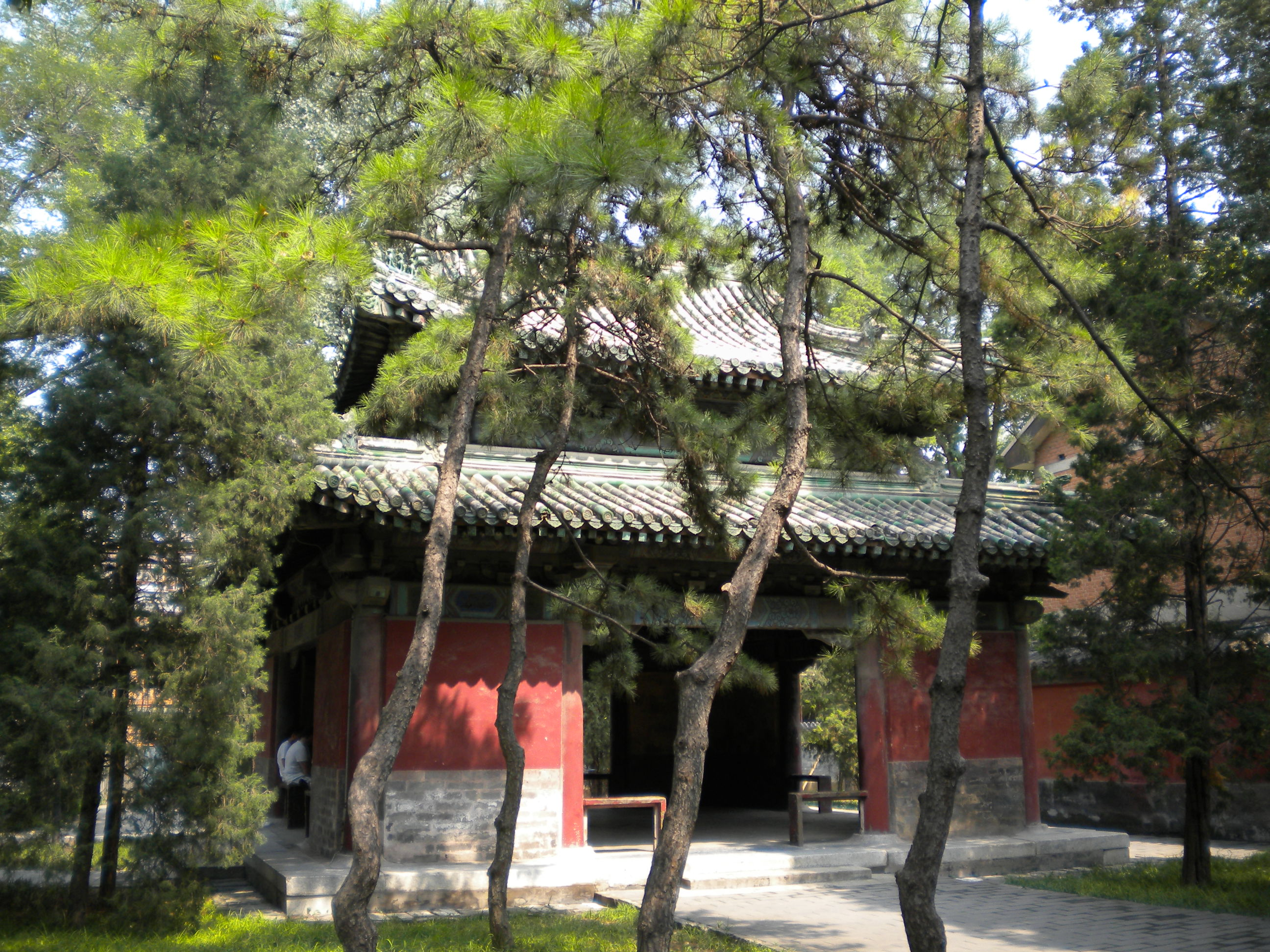
宰牲亭

### 其他建筑
- 马骏烈士墓